# Frederick Hervey, I marchese di Bristol
Frederick William Hervey, I marchese di Bristol (2 ottobre 1769 – Londra, 15 febbraio 1859), è stato un politico britannico.

## Biografia
Era il figlio più giovane di Frederick Hervey, IV conte di Bristol, e di sua moglie, Elizabeth Davers. Frequentò il St John's College, Cambridge nel 1786.

## Carriera
Hervey è stato eletto membro del Fellow della Royal Society nel 1805. Nel 1806 ha ereditato i beni dello zio, Sir Charles Davers.
Nel 1826, fu creato Marchese di Bristol e Conte Jermyn. È stato deputato per Bury St. Edmunds (1830-1859).

## Matrimonio
Sposò, il 20 febbraio 1798, Elizabeth Albana (1775-1844), figlia di Clotworthy Upton, I barone Templetown. Ebbero otto figli:
- Frederick Hervey, II marchese di Bristol (15 luglio 1800-30 ottobre 1864);
- Lord George Hervey (25 gennaio 1803-1838);
- Lord William Hervey (25 settembre 1805-6 maggio 1850), sposò Cecilia Mary Fremantle, ebbero tre figli;
- Lord Arthur Charles Hervey (20 agosto 1808-9 giugno 1894), sposò Patience Singleton, ebbero dieci figli;
- Lady Augusta Hervey (?-17 marzo 1880), sposò Frederick Seymour, ebbero sei figli;
- Lady Georgiana Elizabeth Charlotte Hervey (?-16 gennaio 1869), sposò John Grey, ebbero tre figli;
- Lord Charles Amelius Hervey (1 novembre 1814-11 aprile 1880), sposò Lady Harriet Ryder, ebbero tre figli;
- Lord Alfred Hervey (25 giugno 1816-15 aprile 1875), Sophia Elizabeth Chester, ebbero tre figli.

## Ascendenza
|                                       |                             |                            | Genitori                        |  |  | Nonni |  |  | Bisnonni                        |  |  | Trisnonni     |  |
|                                       |                             |                            |                                 |  |  |       |  |  | John Hervey, I conte di Bristol |  |  | Thomas Hervey |  |
|                                       |                             |                            |                                 |  |  |       |  |  | John Hervey, I conte di Bristol |  |  | Thomas Hervey |  |
|                                       |                             | Isabella May               |                                 |  |  |       |  |  | John Hervey, I conte di Bristol |  |  |               |  |
| John Hervey, II barone Hervey         |                             |                            |                                 |  |  |       |  |  | John Hervey, I conte di Bristol |  |  |               |  |
|                                       |                             | Elizabeth Felton           | Thomas Felton, IV baronetto     |  |  |       |  |  |                                 |  |  |               |  |
|                                       |                             | Elizabeth Felton           | Thomas Felton, IV baronetto     |  |  |       |  |  |                                 |  |  |               |  |
|                                       |                             | Elizabeth Felton           | Elizabeth Howard                |  |  |       |  |  |                                 |  |  |               |  |
| Frederick Hervey, IV conte di Bristol |                             | Elizabeth Felton           |                                 |  |  |       |  |  |                                 |  |  |               |  |
|                                       |                             | Nicholas Lepell            | …                               |  |  |       |  |  |                                 |  |  |               |  |
|                                       |                             | Nicholas Lepell            | …                               |  |  |       |  |  |                                 |  |  |               |  |
|                                       |                             | Nicholas Lepell            | …                               |  |  |       |  |  |                                 |  |  |               |  |
| Mary Lepell                           |                             | Nicholas Lepell            |                                 |  |  |       |  |  |                                 |  |  |               |  |
|                                       |                             | Mary Brooke                | John Brooke                     |  |  |       |  |  |                                 |  |  |               |  |
|                                       |                             | Mary Brooke                | John Brooke                     |  |  |       |  |  |                                 |  |  |               |  |
|                                       |                             | Mary Brooke                | …                               |  |  |       |  |  |                                 |  |  |               |  |
| Elizabeth Hervey                      |                             | Mary Brooke                |                                 |  |  |       |  |  |                                 |  |  |               |  |
|                                       | Robert Davers, II baronetto | Robert Davers, I baronetto |                                 |  |  |       |  |  |                                 |  |  |               |  |
|                                       | Robert Davers, II baronetto | Robert Davers, I baronetto |                                 |  |  |       |  |  |                                 |  |  |               |  |
|                                       | Robert Davers, II baronetto | Eleanor Luke               |                                 |  |  |       |  |  |                                 |  |  |               |  |
| Jermyn Davers, IV baronetto           | Robert Davers, II baronetto |                            |                                 |  |  |       |  |  |                                 |  |  |               |  |
|                                       |                             | Mary Jermyn                | Thomas Jermyn, II barone Jermyn |  |  |       |  |  |                                 |  |  |               |  |
|                                       |                             | Mary Jermyn                | Thomas Jermyn, II barone Jermyn |  |  |       |  |  |                                 |  |  |               |  |
|                                       |                             | Mary Jermyn                | Mary Merry                      |  |  |       |  |  |                                 |  |  |               |  |
| Elizabeth Davers                      |                             | Mary Jermyn                |                                 |  |  |       |  |  |                                 |  |  |               |  |
|                                       |                             | Edward Green               | …                               |  |  |       |  |  |                                 |  |  |               |  |
|                                       |                             | Edward Green               | …                               |  |  |       |  |  |                                 |  |  |               |  |
|                                       |                             | Edward Green               | …                               |  |  |       |  |  |                                 |  |  |               |  |
| Margaretta Green                      |                             | Edward Green               |                                 |  |  |       |  |  |                                 |  |  |               |  |
|                                       |                             | Margaret                   | …                               |  |  |       |  |  |                                 |  |  |               |  |
|                                       |                             | Margaret                   | …                               |  |  |       |  |  |                                 |  |  |               |  |
|                                       |                             | Margaret                   | …                               |  |  |       |  |  |                                 |  |  |               |  |
|                                       |                             | Margaret                   |                                 |  |  |       |  |  |                                 |  |  |               |  |